# Vetenskapsåret 1911

## Händelser

### Fysik
- 8 april - Heike Kamerlingh Onnes upptäcker supraledare[1]
- Okänt datum - Ernest Rutherford skapar en atommodell med kärna och skal.

### Geologi
- 14 december - Den norske polarforskaren Roald Amundsen och hans expedition når Sydpolen [2] och vinner därmed kapplöpningen om vem som skall komma först till Sydpolen före britten Robert Scott [3].

## Pristagare
- Bigsbymedaljen: Othenio Abel [4]
- Copleymedaljen: George Howard Darwin
- Lyellmedaljen: Francis Arthur Bather
- De Morgan-medaljen: Horace Lamb
- Nobelpriset: [5]
  - Fysik: Wilhelm Wien
  - Kemi: Marie Curie
  - Fysiologi/medicin: Allvar Gullstrand
- Wollastonmedaljen: Waldemar Christopher Brøgger [6]

## Födda
- 13 juni – Luis Alvarez, amerikansk fysiker, nobelpristagare.
- 25 juni – William Stein, amerikansk biokemist, nobelpristagare.
- 9 augusti – William A. Fowler, amerikansk fysiker, nobelpristagare.

## Avlidna
- 17 januari - Sir Francis Galton (född 1822), brittisk antropolog och  biolog.
- 10 december - Joseph Dalton Hooker (född 1817), brittisk botaniker och forskningsresande.

### Fotnoter
1. ↑  van Delft, D., and Kes, P. The discovery of superconductivity. Physics Today (September 2010), 38–43.
2. ↑  20:e århundrades När Var Hur - 1911, Bernt Himmelstedt, Forum, 1999
3. ↑  100 år med Aftonbladet – 1911, 1999
4. ↑  ”Geological Society”. Arkiverad från originalet den 5 juni 2011. https://web.archive.org/web/20110605101836/http://www.geolsoc.org.uk/gsl/society/history/page753.html. Läst 13 april 2011.
5. ↑  ”Nobelpriset”. http://nobelprize.org/nobel_prizes/lists/all/index.html. Läst 10 april 2011.
6. ↑  ”Geological Society”. Arkiverad från originalet den 5 juni 2011. https://web.archive.org/web/20110605102217/http://www.geolsoc.org.uk/gsl/society/history/page750.html. Läst 13 april 2011.